# Lorenki (gromada)
Lorenki – dawna gromada, czyli najmniejsza jednostka podziału terytorialnego Polskiej Rzeczypospolitej Ludowej w latach 1954–1972.
Gromady, z gromadzkimi radami narodowymi (GRN) jako organami władzy najniższego stopnia na wsi, funkcjonowały od reformy reorganizującej administrację wiejską przeprowadzonej jesienią 1954 do momentu ich zniesienia z dniem 1 stycznia 1973, tym samym wypierając organizację gminną w latach 1954–1972.
Gromadę Lorenki siedzibą GRN w Lorenkach utworzono – jako jedną z 8759 gromad na obszarze Polski – w powiecie łęczyckim w woj. łódzkim, na mocy uchwały nr 32/54 WRN w Łodzi z dnia 4 października 1954. W skład jednostki weszły obszary dotychczasowych gromad Lorenki, Kwilno, Władysławów i Wola Rogozińska ze zniesionej gminy Rogóźno w powiecie łęczyckim, kolonia Zdzisławów z dotychczasowej gromady Konarzew ze zniesionej gminy Piątek w powiecie łęczyckim oraz obszar dotychczasowej gromady Biesiekierz Nawojowy (z wyłączeniem osady Budy) ze zniesionej gminy Biała w powiecie brzezińskim. Dla gromady ustalono 13 członków gromadzkiej rady narodowej.
1 stycznia 1959 z gromady Lorenki wyłączono wsie: Władysławów, Wały, Rudno, Wola Rogozińska, Bisiekierz-Górzewo i Bisiekierz Nawojowy, kolonię Bisiekierz Nawojowy i parcelę Górzewo – włączając je do gromady Biała w powiecie łódzkim, po czym gromadę Lorenki zniesiono, a jej (pozostały) obszar włączono do gromady Wypychów w powiecie łęczyckim.